# Стецюк, Игорь Олегович
Игорь Олегович Стецюк (укр. Ігор Олегович Стецюк; род. 21 июня 1958, Кривой Рог, Днепропетровская область) — советский и украинский композитор, дирижёр. Профессор Национальной музыкальной академии Украины имени П. И. Чайковского, заслуженный деятель искусств Украины.

## Биография
Родился 21 июня 1958 года в городе Кривой Рог. 
Окончил Киевский институт культуры (1981) и Киевскую консерваторию (ныне Национальная музыкальная академия Украины) (1985, класс профессора Андрея Штогаренко), где преподаёт с 1989 года. Член Национального союза композиторов Украины.
Профессор Национальной музыкальной академии Украины имени П. И. Чайковского и Киевского национального университета театра, кино и телевидения имени И. К. Карпенко-Карого. В 2015—2018 годах также преподавал в Институте журналистики Киевского национального университета имени Т. Шевченко.

## Творчество
Автор симфонической, камерной, джазовой и популярной музыки, а также музыки к четырём десяткам кино- и телефильмов, сделанных на Украине, в России, Германии, Франции, Италии, США. Один из основателей украинской школы электронной музыки.
Среди сочинений: «Танцы таинств» («Sacral Dances»), фантазия в стиле симфо-джаз-рок (2011), «Джоди-сюита» для оркестра и мужского хора (2007), «Это твоя страна», сюита для симфонического оркестра, академического и детского хоров, вокальной фольклорной группы, народных инструментов, рок-группы, синтезатора (1999), «Павана», композиция для симфонического оркестра, хора, вокальной группы, сопрано и гитары на тему Г. Форе (1997), «Ще не вмерла Україна», композиция для восьми солистов, симфонического оркестра, детского хора и рок-группы на мелодию М. Вербицкого, стихи П. Чубинского (2000) (аудиозапись этой версии Государственного Гимна Украины размещена в зале духовных достижений украинского народа в Национальном музее истории Украины), Рэгтайм для струнных и ударных (1990), Кончерто гроссо для флейты, клавесина и камерного оркестра (1986), Квартет для двух скрипок, альта и виолончели (1987), «Весенний триптих» для хора a cappella (1987), цикл интерпретаций для электронных синтезаторов произведений мировой музыкальной классики (1983–1990); музыка к театральным постановкам, телешоу, музыкальное оформление телеканалов и радиостанций; композиции в стиле джаз-рок, песни; обработки, аранжировки, транскрипции и переложения мировой академической, джазовой и песенной классики для различных составов исполнителей.
Художественно-эстетические принципы композитора основываются на соединении контрастных, зачастую противоположных сфер из всего арсенала средств музыкальной выразительности: симфонизма как принципа интонационного развития и джазового инструментария, украинского архаического мелоса и электронных фактур и т. п. Оркестровки отличаются блеском и красочностью. Его произведениям свойственны масштабность симфонических форм и в то же время жанровость, демократизм.
Музыка к игровым кино- и телефильмам
1. 1983 — Бравый солдат Гашек. Киевская студия «Укртелефильм», Гостелерадио Украины.
2. 1983 — Зона риска, в 3-х сериях. Киевская студия «Укртелефильм», Гостелерадио Украины.
3. 1986 — Месть. Гостелерадио Украины, Киев.
4. 1986 — Последняя электричка. Киевская студия «Укртелефильм».
5. 1989 — Тихий ужас. Киевская киностудия им. А. Довженко, ТО «Дебют». Приз «Серебряное яблоко» на фестивале дебютов, Киев, 1989.
6. 1990 — Я тот, кто есть… Киевская киностудия им. А. Довженко, ТО «Дебют».
7. 1990 — Распад (Decay). Киевская киностудия им. А. Довженко, «Питер Алембик Груп», «Пасифик Фанд» (США). Фильм получил многочисленные награды, среди которых Золотая медаль на Венецианском кинофестивале (1990)
8. 1990 — Фуфель. АО «Пирамида-Менатеп» (Россия), ТО «Лыбедь», Киевская студия «Укртелефильм».
9. 1991 — Постскриптум. Киевская киностудия им. А. Довженко, ТО «Дебют».
10. 1991 — Телохранитель. АО «Пирамида-Менатеп» (Россия), Киевская киностудия им. А. Довженко.
11. 1991 — Окаянная. Киевская киностудия им. А. Довженко, ТО «Дебют». Приз за лучшую режиссерскую работу и приз за лучшую музыку на Международном кинофестивале «Молодость», 1992.
12. 1992 — Фестиваль смерти (Le Tourbillon). «Макмель-фильм», Франция. Фильм получил многочисленные награды, среди которых «Большая медаль жюри» на Международном кинофестивале стран Средиземноморья (Корсика), 1992.
13. 1992 — Алмазы шаха. АО «Кредо», Киевская студия «Укртелефильм».
14. 1992 — Игра всерьез. ПТЦ «Ирэн» (Россия), Киевская киностудия им. А. Довженко.
15. 1993 — Грешница в маске (Sunderin in Maske). «ЦЦЦ Фильмкунст унд Продукцион» (Германия).
16. 1993 — Вперёд, за сокровищами гетмана! (Hunt for the Cossack Gold). «ОмниСфера Инвестментс», «Лос-Анджелес Энтертейнмент» (США), АО «Фест-Земля» (Украина). Приз «Надежда» Министерства культуры Украины на Ялтинском кинофестивале, 1993, приз зрительского жюри на 37-м Международном фестивале авторского фильма в Сан-Ремо (Италия), 1994.
17. 1994 — Шамара. Национальная киностудия им. А. Довженко. Фильм получил многочисленные награды, среди которых Государственная премия Украины им. А. Довженко, 1996, приз за поиск новых кинематографических средств выразительности на Международном кинофестивале в Минске (Беларусь), 1994.
18. 1996 — 1999 — Шоу долгоносиков. ТО «Про-ТВ». Главный приз фестиваля «Золотая эра», 1997.
19. 1998 — Две Юлии. ТО «Гагарин-Медиа», Национальная киностудия им. А. Довженко. Приз «Арсенал» за лучший фильм года на Международном кинофестивале «Молодость», 1998, приз жюри и кинокритиков на Международном фестивале «Киношок» стран СНГ и Балтии, 1998.
20. 2003 — Нелюдь (Evilenko). «Пасифик Пикчерз СРЛ» (США, Италия). Саундтрек «Il Cielo in una Stanza», аранжировка.
21. 2006 — Прорвёмся! ТО «Пре-продакшн», Киев
22. 2007 — Деньги для дочери. ТО «Стар Медиа Продакшн» (Россия — Украина).
23. 2008 — Кофе по-дьявольски, в 2-х сериях. ТО «Стар Медиа Продакшн» (Россия — Украина).
24. 2009 — Осенние цветы, в 4-х сериях. ТО «Стар Медиа Продакшн» (Россия — Украина).
25. 2009 — Осенние заботы. ТО «Пирамида» (Россия).
26. 2009 — Поезд, который исчез, в 2-х сериях. ТО «Стар Медиа Продакшн» (Россия — Украина).
27. 2010 — Беспощадная любовь, в 2-х сериях. ТО «Стар Медиа Продакшн» (Россия — Украина).
28. 2010 — Следующая станция — смерть, в 2-х сериях. ТО «Стар Медиа Продакшн» (Россия — Украина).
29. 2011 — Солнцекруг. ТО «Фреш продакшн», Киев.
30. 2013 — Иван Сила. «Инсайтмедиа», Госкино Украины, Киев. Государственная премия Кабинета Министров Украины имени Л. Украинки, 2014.

Музыка к неигровому кино, анимации
1. 1986 — Чернобыль, два цвета времени, фильм I. Киевская студия «Укртелефильм». Приз в номинации «Лучший фильм года» на фестивале документального кино в Минске (Беларусь), 1987.
2. 1987 — Чернобыль, два цвета времени, фильм II. Киевская студия «Укртелефильм».
3. 1987 — СПИД — чума XX века. Киевская киностудия им. А. Довженко, ТО «Дебют».
4. 1999 — Это твоя страна. Цикл из 10-ти видеоклипов. «Рекун-фильм», «Мосфильм» (Россия).
5. 2006 — Битва за печенье. Анимация. ТО «Мнемософт», Киев.
6. 2007 — НАТО: свой или чужой? 10 серий. ТО «Розмай», Киев.
7. 2009 — Стать твёрдым. Анимация. (В соавторстве с М. Абакумовым.) Государственная служба кинематографии и ТО «Новатор фильм», Киев. Среди наград — «Серебряный витязь» на XX Международном кинофоруме «Золотой витязь» (Россия), 2011, Приз зрительских симпатий на фестивале Etuda в Кракове (Польша), 2011.
8. 2010 — Шарфик (Sharfik). Анимация. «ЕлСиЭйДи Секвеншелистс» (США). Приз за лучшую музыку на фестивале музыки в кино The Clearwater Film and Music Festival (США), 2011. Фильм получил еще 12 наград, среди которых «Золотой орёл» на фестивале CINE (США)
9. 2014 — Голливуд над Днепром. Сны из Атлантиды. «Директория кино», Госкино Украины, Киев.
10. 2014 — Александр Довженко. Одесский рассвет. «Инсайтмедиа», Киев, Одесская киностудия.

## Награды
- Заслуженный деятель искусств Украины
- Государственная премия Кабинета Министров Украины имени Леси Украинки[1]
- Обладатель приза за лучшую музыку к фильму на Международном фестивале The Clearwater Film and Music Festival (США) (2011)
- Обладатель приза за лучшую музыку к фильму на Международном кинофестивале «Молодость» (Украина) (1990)
- Лауреат Международного конкурса популярной музыки MESAM в номинации International Golden Hit (Югославия) (1989)

## Прочее
На протяжении многих лет композитор плодотворно сотрудничает с такими исполнителями, как Л. Долина (Россия), Т. Повалий (Украина), вокальная группа ManSound (Украина), К. Риттель-Кобылянский (Германия), Т. Невилл, С. Лоукола (США), М. Карлос (Куба), Оркестр под управлением М. Финберга (Беларусь), Оркестр Стокгольмского радио и телевидения (Швеция) и многими другими. И. Стецюк был одним из основателей Оркестра солистов Национальной радиокомпании Украины РадиоБенд Александра Фокина, музыкальным руководителем и главным дирижёром которого работал с 1999 до 2003 гг.
В 2011 году принял приглашение Европейского широковещательного объединения (European Broadcast Union, Швейцария) и датской компании Swinging Europe возглавить Объединенный оркестр Европы.
С 1996 года он выступает как музыкальный руководитель сценических и телевизионных шоу. В 2005 году он создал музыкальное оформление международного конкурса «Евровидение-2005».
Композитор также занимается исследовательской деятельностью в области электронного синтеза звука, он является автором научных публикаций.

## Дискография
1. European Jazz Orchestra - Live in Kiev, © DSI Swinging Europe (Дания) - EBU (Швейцария), 2013
2. Larisa Dolina. The Best (сборник), © Saint-Petersburg Entertainment (США), 2010
3. Jazz Коло/Piano Kolo. Антология украинского джаза (сборник), © Tempora (Украина), 2009
4. Flower Duet, © Trik Records (США), 2005
5. Эхо столетия, © Film Plus Production (Украина), 2004
6. Il Cielo in una Stanza (саундтрек к кинофильму «Evilenko»), © Pacific Pictures SRL (США —Италия), 2004
7. JVC Jazz Sympho (Оксана Кулакова), © Japan Victory Company, Росток-Рекордс (Украина), 2003
8. Volare (Оксана Кулакова) (сингл), © Росток-Рекордс (Украина), 2001
9. Гимн Украины (сингл), © ICTV, Росток-Рекордс (Украина), 2001
10. Radioband — живой звук, © Росток-Рекордс (Украина), 2001
11. Черемуха (саундтрек к телесериалу «Спасибо за то, что ты есть»), © Росток-Рекордс (Украина), 2001
12. Эпиграф (Лариса Долина), © Лдстудия (Россия), 2000
13. Скоро Рождество (сборник), © Росток-Рекордс (Украина), 1999
14. Fascination Music (Оксана Кулакова), © Росток-Рекордс (Украина), 1999

## Интервью
- Виктория Бобёр. Во главе Европы всей (пока только в джазе) // Еженедельник «2000»
- Ольга Кизлова. Композитор Игорь Стецюк: «Украинская музыка полностью выходит из-под власти профессионалов» // «Зеркало недели. Украина»
- Игорь Стецюк: «Будем считать, что музыка станет первым мостиком Украины в Евросоюз» // «Лестница в небо»
- Полина Григорьева. Киномузыка и музыка из фильма... или кто чего автор? (недоступная ссылка) // «Обозреватель»
- Киномузыка Игоря Стецюка // «Fresh Production»
- Игорь Стецюк: «Музыка может быть любой, но она хоть иногда должна быть красивой» // «Лестница в небо»